# Fonte Arcada (Penafiel)
Fonte Arcada es una freguesia portuguesa del concelho de Penafiel, con 5,35 km² de superficie y 1.591 habitantes (2001). Su densidad de población es de 297,4 hab/km².